# 事業ライフサイクル

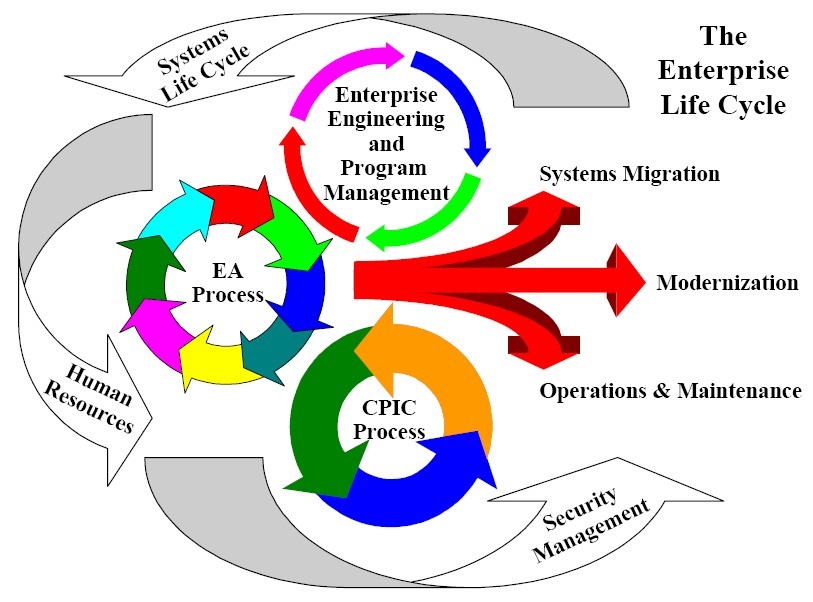
事業ライフサイクルの図。

事業ライフサイクル（英: enterprise life cucle、ELC）は、エンタープライズアーキテクチャにおいて、企業に時間をかけて、ビジネスプロセス、新技術、新機能の組み込みや、既存の要素のメンテナンス、処分や廃棄といった変更をかけていくダイナミック、反復的なプロセスのこと。

## 概要
事業ライフサイクルは、エンタープライズアーキテクチャ（EA）、エンタープライズエンジニアリング、およびシステムエンジニアリングの重要な概念である。エンタープライズアーキテクチャプロセスは、プログラム管理サイクルやシステム開発ライフサイクルなどの同様のプロセスと密接に関連しており、製品ライフサイクルに見られるものと同様の属性を持っている。
事業ライフサイクルの概念は、エンタープライズアーキテクチャの実装、および投資を選択、制御、評価する資本計画および投資管理（CPIC）プロセスを支援する。これらのプロセスを覆っているのは、人的資本管理と情報セキュリティ管理である。これらのプロセスが効果的に連携する場合、企業は情報技術を戦略的リソースおよびビジネスプロセスイネーブラーとして効果的に管理できる。これらのプロセスが適切に同期されると、システムは進化的および段階的な開発を通じてレガシーテクノロジー環境から効率的に移行し、エージェンシーは投資収益率（ROI）を向上できる。上の図は、時間の経過とともに発生する動的サイクルと対話型サイクルの相互作用を示している。

## 事業ライフサイクルのトピック

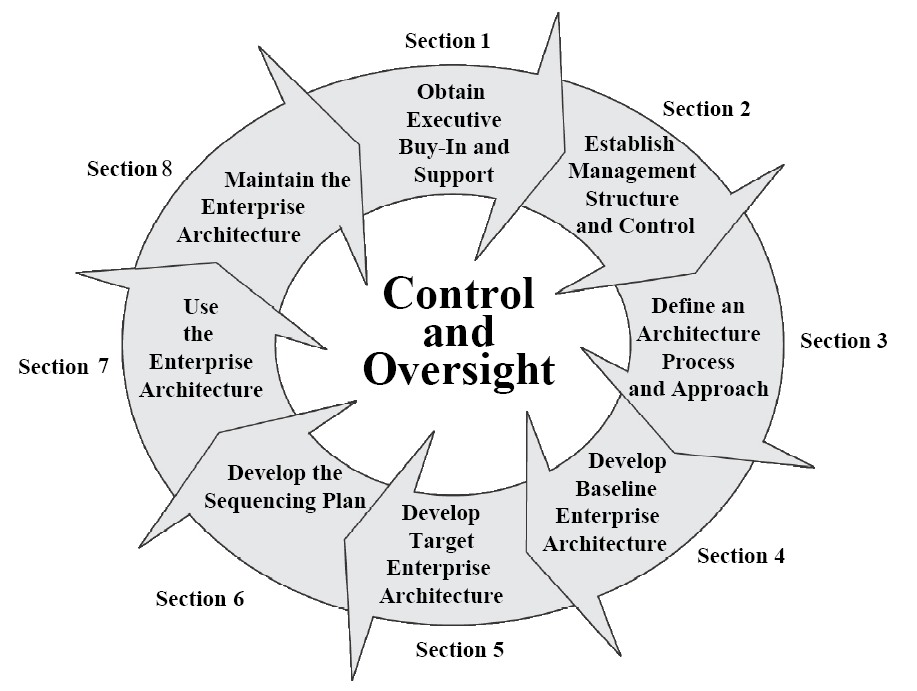
エンタープライズアーキテクチャプロセス。

すべてのエンタープライズアーキテクチャの開発の前提条件として、各エージェンシーはEAを開発する必要性を確立し、ビジョン、目的、および原則の定義を含む戦略を策定する必要がある。この図は、EAプロセスの表現を示しています。経営幹部の賛同とサポートを確立し、組織内にアーキテクチャチームを作成する必要があります。チームは、エージェンシーのニーズに合わせたアプローチとプロセスを定義します。アーキテクチャチームは、ベースラインEAとターゲットEAの両方を構築するプロセスを実装する。
アーキテクチャチームは、詳細なギャップ分析に基づいて、システム、アプリケーション、および関連するビジネスプラクティスの移行に関するシーケンス計画も生成する。このアーキテクチャは、優先順位が付けられた段階的なプロジェクトと新しいテクノロジーの挿入を介して、CPICおよびエンタープライズエンジニアリングとプログラム管理のプロセスで採用されている。最後に、アーキテクチャは、エージェンシーの現在のベースラインとターゲットのビジネス慣行、組織の目標、ビジョン、テクノロジー、およびインフラストラクチャを反映するように継続的に変更することで維持される。

### アーキテクチャのライフサイクル

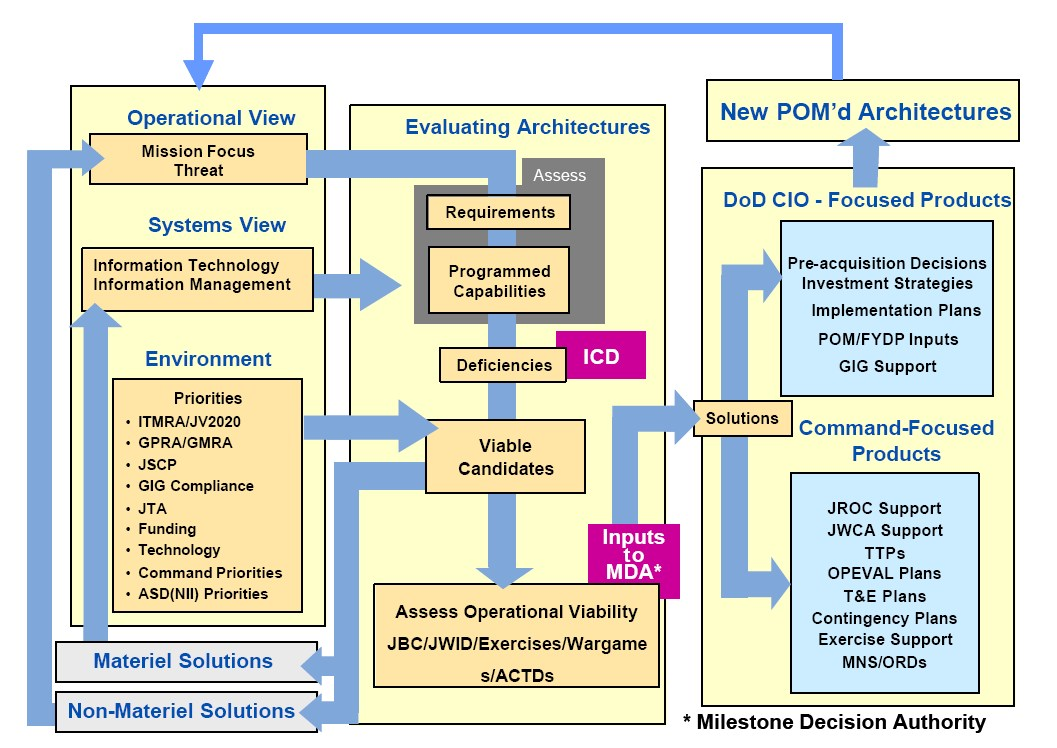
DoDAFアーキテクチャのライフサイクル。

この図は、アーキテクチャが進化するときのアーキテクチャの寿命を示し、実装されたアーキテクチャの開発、分析、および進化においてアーキテクチャ記述がサポートするプロセスを示している。この図では、運用ビューを使用して、システムビューに対して評価される要件を推進している。運用上の欠陥は分析から導き出され、実行可能な候補が特定されます。これらの候補は、資材または非資材ソリューションのいずれかの形式をとることができ、アーキテクチャの運用ビューとシステムビューにモデル化される。
アーキテクチャが再分析され、運用上の欠陥が最小限に抑えられるまでプロセスが続行されます。実行可能な候補の最終セットは、運用上の実行可能性について評価されます。評価の結果に基づいて、設計変更が行われ、予算編成プロセスに含めるために提出されます。開発、分析、および変更のこのプロセスは、アーキテクチャのライフサイクル全体を通じて継続される。

### 事業ライフサイクル活動

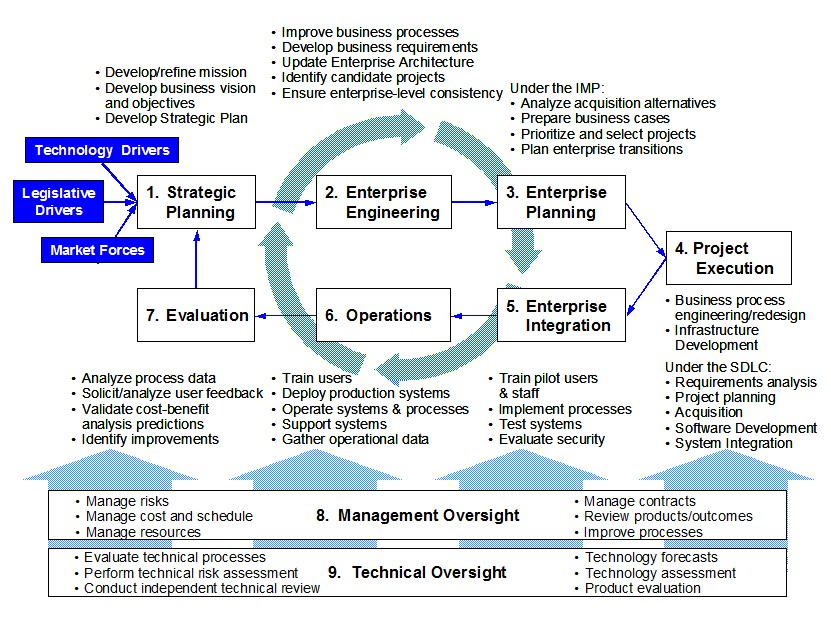
TEAF事業ライフサイクル活動

事業ライフサイクルは、企業にまたがる管理、ビジネス、およびエンジニアリングのライフサイクルプロセスを統合して、ビジネスとITの活動を調整します。事業ライフサイクルとは、一般に、企業の使命をサポートするために、ビジネスおよび技術慣行の継続的な更新中にアクティビティを管理し、意思決定を行うための組織のアプローチを指します。これらのアクティビティには、投資管理、プロジェクト定義、構成管理、説明責任、およびシステム開発ライフサイクル（SDLC）に従ったシステム開発のガイダンスが含まれる。
事業ライフサイクルは、企業全体の計画活動と意思決定に適用されます。対照的に、システム開発ライフサイクルは通常、個々のシステムを構築するためのプラクティスを指します。構築するシステムを決定することは、企業レベルの決定である。
右の図は、事業ライフサイクル手法の概念的なアクティビティを示しています。このドキュメントのコンテキスト内では、事業ライフサイクルは特定の方法論または特定のビューローのアプローチを指していません。各組織は、その規模、企業の複雑さ、およびニーズの範囲に適した、文書化された事業ライフサイクル方法論に従う必要がある。

### 事業パフォーマンスライフサイクル

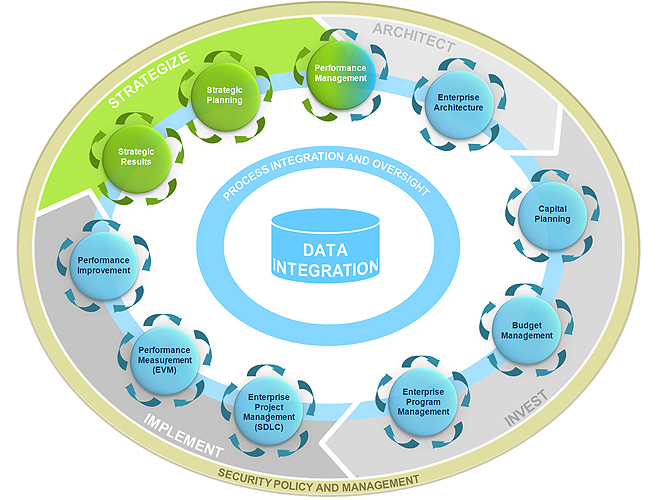
米国保健社会福祉省の事業パフォーマンスライフサイクルの図。

事業パフォーマンスライフサイクル（EPLC）は、最高情報責任者（CIO）のオフィスの下で実行される主要なビジネス機能を網羅し、特に、さまざまなビジネス機能間の関係、および一般的な順序と実行の反復性の両方を高レベルで示している。図に示すEPLC概念図の中央にエンタープライズアーキテクチャを配置することは、事業パフォーマンスライフサイクルの主要なビジネス機能に対してエンタープライズアーキテクチャが果たすサポートと有効化の役割を反映している。
エンタープライズアーキテクチャ（EA）プログラムは、EAフレームワークの開発と拡張、EAリポジトリへのデータの収集と入力、およびビュー、レポート、分析ツールの開発において、事業パフォーマンスライフサイクル（EPLC）プロセスの情報ニーズを明示的に考慮する。EPLCプロセスの実行を容易にするために使用される。図のEPLC概念図は、主要なビジネス機能の部門別の視点を提供する。EPLCは、新しい投資がEPLCの各フェーズを通過するため、個々の投資またはプロジェクトの観点からも関連性があります。投資レベルの観点は、事業パフォーマンスライフサイクルフレームワークで詳しく説明されている。